# Gus Arnheim
Gus Arnheim (Filadélfia, Pensilvânia, 4 de setembro de 1897 – Los Angeles, Califórnia, 19 de janeiro de 1955) foi um compositor, maestro e popular líder de banda norte-americano, conhecido pela composição de canções, sendo a primeira de sucesso "I Cried for You" (1923). Como compositor, alcançou sua maior fama na década de 1920 e 1930, e também fez pequenas atuações em filmes.